# Betulodes
Betulodes là một chi bướm đêm thuộc họ Geometridae.